# 과학과 종교의 관계

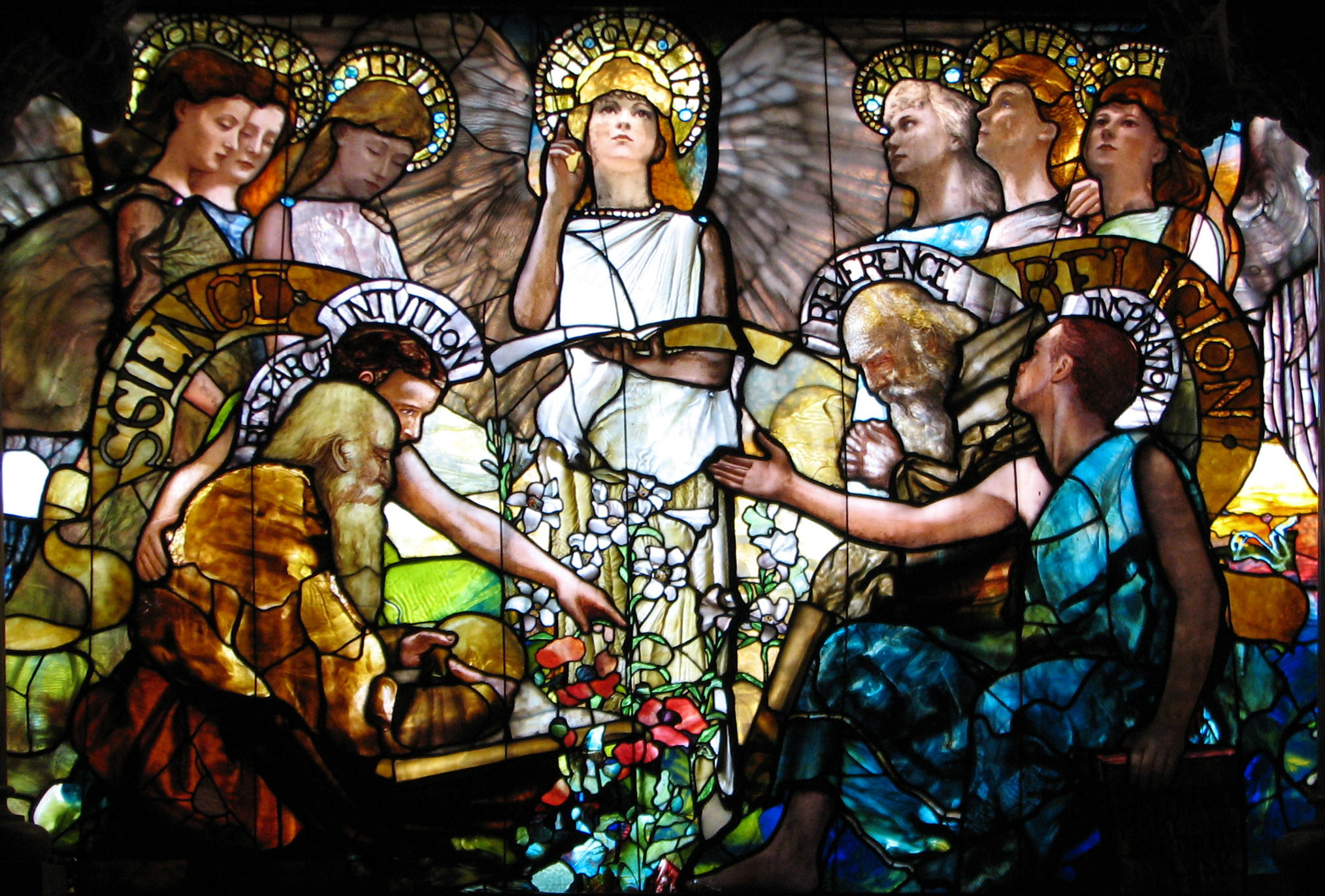
과학과 종교가 서로 화합을 이루는 장면을 그리는 작품 "교육" (1890).

과학과 종교의 관계 혹은 과학과 신학의 관계는 자연 세계, 역사, 철학, 신학 연구를 상호 연결하는 논의를 포함한다. 고대와 중세 세계에서는 현대적인 의미의 과학이나 종교 개념이 존재하지 않았지만, 이 주제에 관한 현대적 사고의 일부 요소들은 역사 전반에 걸쳐 반복되어 나타났다. '종교와 과학', '과학과 종교'라는 쌍 구조의 표현은 19세기 문헌에서 처음 등장하였다. 이는 자연 철학에서 발전한 과학과, 수 세기에 걸쳐 분화된 종교가 각각 독립된 개념으로 정제되던 시기와 맞물린다. 특히 서구에서 이러한 과정은 과학의 전문화, 종교개혁, 식민주의, 세계화 등의 영향을 받았다. 이후 종교와 과학의 관계는 갈등, 조화, 복잡성, 상호 독립성 등 다양한 방식으로 특징지어져 왔다.
과학과 종교는 모두 사회·문화복합적 인류 활동으로, 각 지역 문화에 따라 다양하게 나타나며 시간에 따라 변화해 왔다. 과학 혁명 이전까지 대부분의 과학적·기술적 혁신은 각 지역의 종교 전통으로 조직된 공동체들에 의해 이루어졌다. 고대 종교, 이슬람권, 기독교 학자들은 과학적 방법의 개별 요소들을 개척하였다. 과학적 방법을 체계화한 인물로 종종 언급되는 로저 베이컨은 프란체스코회 수도사였으며, 중세 기독교 학자들은 자연을 연구하면서 자연적 설명을 강조하였다. 유교 사상은 종교적이든 비종교적이든 시대에 따라 과학에 대해 다양한 관점을 가져왔다. 21세기의 많은 불교도들은 과학을 자신의 신념과 상호 보완적인 것으로 보고 있으나, 이러한 불교 근대주의의 철학적 정합성에 대해서는 비판이 제기되기도 했다. 고대 인도와 그리스에서 물질 세계를 공기, 흙, 불, 물로 분류한 것은 보다 형이상학적이었고, 아낙사고라스와 같은 인물은 그리스 신들에 대한 대중적 관념을 비판적으로 고찰하기도 했지만, 중세 중동 학자들은 실증적으로 물질을 분류하였다.
한편, 유럽에서는 16세기 말, 17세기 초 조르다노 브루노 화형과 갈릴레오 종교재판 사건과 같은 일련의 사건들은 과학 혁명과 계몽주의 시대와 맞물려, 존 윌리엄 드레이퍼와 같은 학자들이 약 1874년경 《갈등 논제》(conflict thesis)를 제기하는 데 영향을 주었다. 이 논제는 종교와 과학이 역사 전반에 걸쳐 방법론적, 사실적, 정치적으로 갈등해 왔음을 주장한다. 현대의 일부 철학자와 과학자들, 예를 들어 리처드 도킨스, 로렌스 크라우스, 피터 앳킨스, 도널드 프로테로 등은 이 논제를 지지한다. 그러나 스티븐 셰이핀과 같은 과학사학자들은 "과학사 연구자들 사이에서는 이러한 태도가 받아들여지지 않은 지 오래되었다"고 지적한다.
아우구스티누스, 토마스 아퀴나스부터 프란시스코 아얄라, 케네스 R. 밀러, 프랜시스 콜린스에 이르기까지 역사 속 많은 과학자, 철학자, 신학자들은 종교와 과학 사이에 양립 가능성이나 상호 의존성을 보았다. 생물학자 스티븐 제이 굴드는 종교와 과학을 '서로 겹치지 않는 권역'으로 간주하여, 이 둘이 근본적으로 별개의 지식 형태와 삶의 측면을 다룬다고 보았다. 과학사학자와 수학자들 가운데 존 레녹스, 토마스 베리, 브라이언 스윔 등은 과학과 종교 간의 상호 연결성을 주장하고 있으며, 이언 바버와 같은 일부 학자들은 두 영역 사이에 유사성까지 존재한다고 본다. 과학적 사실에 대한 대중의 수용은 때때로 종교적 신념에 의해 영향을 받을 수 있다. 예를 들어 미국에서는 많은 사람들이 특히 인간에 관한 자연선택에 의한 진화 개념을 거부하기도 한다. 그럼에도 불구하고 미국 과학아카데미는 "진화에 대한 증거는 종교적 신앙과 충분히 양립할 수 있다"고 밝힌 바 있으며, 이는 미국 많은 기독교 주류 교단들에 의해 지지되고 있다.

## 관점
과학과 종교와의 관계는 세가지 관점인 충돌론, 분리론, 조화론으로 요약할 수 있다. 예를 들어 진화가 직접 관찰이 가능해진 현재에도 근본주의를 위시한 창조주의를 표방하는 일부 극보수주의 종교가 존재한다. 반면에 이런 진화와 같이 명백한 과학적 사실들을 하나의 새로운 지식으로 보거나, 이런 사실들로부터 새로운 신학적 발견을 찾아가려는 움직임도 보이고 있다.

### 충돌론(제거론)
충돌론(제거론)은 과학과 종교가 상반된 입장을 취하면서 상대 분야를 적극적으로 배격하려는 행동이다. 대표적으로 과거 근세 유럽에서 벌어졌던 종교재판이나 현대에 벌어지는 진화론과 창조론간의 법정 분쟁이 그 사례이다. 갈릴레오는 기존 기독교 교회가 지지하고 있던 천동설 우주 구조에 위배되는 많은 사실들을 발견하여 코페르니쿠스의 태양 중심설을 강력히 옹호했다. 교회 당국은 코페르니쿠스의 우주론이 기독교의 교리를 위협하게 될 것이라 믿어 금지령을 내렸고, 지동설 지지자들을 종교 재판으로 강력하게 탄압하였다.
또다른 예로는 19세기경부터 발발했던 개신교의 믿음인 창조주의와 과학적 사실인 진화를 들 수 있다. 신이 세상의 창조의 주체임이 골자인 창조주의는 주요 개신교와 이슬람교에서 옹호하고 있지만, 창조주의에 대해서는 다양한 해석이 있고 그 입장 역시 다양하다. 과학과 종교가 충돌한다는 입장은 근본주의 개신교에서 축자영감설에 기반한 문자적 창조를 주장하는 경우에 일어나며, 이러한 경우 진화이론을 비롯한 대부분의 과학적 사실들을 공격한다. 과거에는 과학에 대한 지식이 부족했기에 이와 같은 행동들 역시 종교적으로 의미가 있게 보일 수 있었지만, 과학이 발달해 진화가 직접 관찰이 되는 현재에는 과학적으로도 종교적으로도 논란이 될 수 있는 태도이다. 이러한 창조주의자는 지적설계와 창조과학과 같은 의사과학을 내세우며, 과학의 성과들을 무시하거나 왜곡하는 것이 일반적이다. 반대로 일부의 전투적 무신론자 역시 이와 같은 충돌론의 입장에 있기도 하며, 이쪽의 입장에서 종교는 과학을 방해하는 것으로 해석한다.

### 분리론(NOMA)
분리론은 종교와 과학이 서로 분리된 위치에서 역할을 한다는 입장으로서, 과학적 사실인 진화를 인정하며, 창조주의 역시 다른방식의 해석으로 인정한다. 우선, 천주교(카톨릭)의 경우 교황 비오 12세는 "진리와 진리는 상충하지 않는다"라고 말하며, 성경과 진화론의 조화를 모색했고, 1996년 교황 요한 바오로 2세는 진화론을 인정했다. 일반적으로 근본주의를 제외한 대부분의 개신교인 역시 이와 같은 입장, 혹은 조화론적 입장에 있다. 대체로 카톨릭 계열 종교인들은 성경 내 창조주의를 비유적,은유적이라 믿어 과학과 충돌하지 않는 방향으로 이해한다.
또한 스티븐 제이 굴드를 비롯한 불가지론자중의 일부도 이 입장에 머물러 있는 경우도 있다. 이런 입장에서는 종교는 과학에 대해 관여하지 않는 것을 최선이라고 본다. 분리론에 따르면 과학과 종교의 영역은 전혀 다른 차원의 것이기에 원리상 과학이 종교를 도전하지도 종교가 과학을 규제할 수도 없다. 현대사회에선 정교분리 등을 통하여 어느정도 보장하고 있지만, 과학과 종교를 단지 영역을 분리함으로써 얻어냈다는 한계가 있다.

### 조화론(친화론)
조화론은 종교와 과학이 서로 조화를 이루며, 서로 배우는 것이 있다는 견해로 분리론과 마찬가지로 진화를 인정하며, 창조주의에 대한 해석을 매우 중시한다. 대표적인 예로는 바이오로고스가 있으며, 이는 진화를 창조의 한 방식으로 생각하며, 진화의 과정에 대한 과학적 연구와 신학적 연구를 함께한다. 근본주의를 제외하고, 대부분의 복음주의적 신학교들과 교인들은 이와 같은 입장에 있으며, 과학과 충돌하지 않고 또한 신앙적인 부분을 지킬 수 있는 보수적인 방식의 하나로 볼 수 있다.
과학과 종교는 동일한 실재에 대한 서로 다른 표현 방식이라는 믿음 하에 과학적 사실을 받아들이며, 이런 과학적 사실에 대해 신학적 의미를 찾아내고자 하는 시도가 이루어지기도 한다.

## 과학적 사실과 종교적 믿음의 관계
종교와 과학의 대립은 코페르니쿠스의 지동설 때에도 어느정도 이루어졌으며, 진화학 발달 초기에는 창조주의와 대립이 심했다. 현재에는 앞서 설명한 세가지 관점들이 공존하며, 일반적으로 현재는 진화가 직접 관찰이 가능해졌기에 근본주의를 제외하고는 대부분의 종교가 분리론이나 조화론을 표방하지만, 아직도 근본주의를 주장하는 극 보수주의적 입장에서는 충돌론에 입각하여 여러 유사과학을 주장하기도 한다.

## 과학적 유물론과 종교적 근본주의
종교와 과학이 서로 대립하려는 관점의 또 다른 대표적인 사례이다. 과학적 유물론은 흔히 과학주의(scientism)라고 불린다. 사전적인 의미는 과학의 성과에 기초하여 세계를 인간의 의식과는 독립해 있는 객관적 실재로 인정하는 유물론적 견해라고 한다. 비슷한 말로는 자연과학적 유물론을 말할 수 있다. 과학적 유물론자들은 알 수 있는 모든 지식은 과학이 제공하며 초자연적인 것들에 대한 지식을 추구하는 종교는 허상일 뿐이라고 주장한다. 종교적 근본주의는 경전의 절대성을 주장하고 다른 종교나 타 교단과의 다원주의와 상대주의를 거부한다.

## 같이 보기
- 과학의 역사
- 로저 펜로즈
- 로버트 자스트로

## 참고 문헌
- 이 문서에는 다음커뮤니케이션(현 카카오)에서 GFDL 또는 CC-SA 라이선스로 배포한 글로벌 세계대백과사전의 내용을 기초로 작성된 글이 포함되어 있습니다.
- 장회익 (2000). 종교와 과학 사이의 갈등과 융합: 과학의 종교읽기. 정진홍 외. <종교와 과학>(pp.99-133). 아카넷.
- 한양대학교 과학철학교육위원회 (2010). 과학기술의 철학적 이해. 한양대학교출판부